# Legume (botânica)

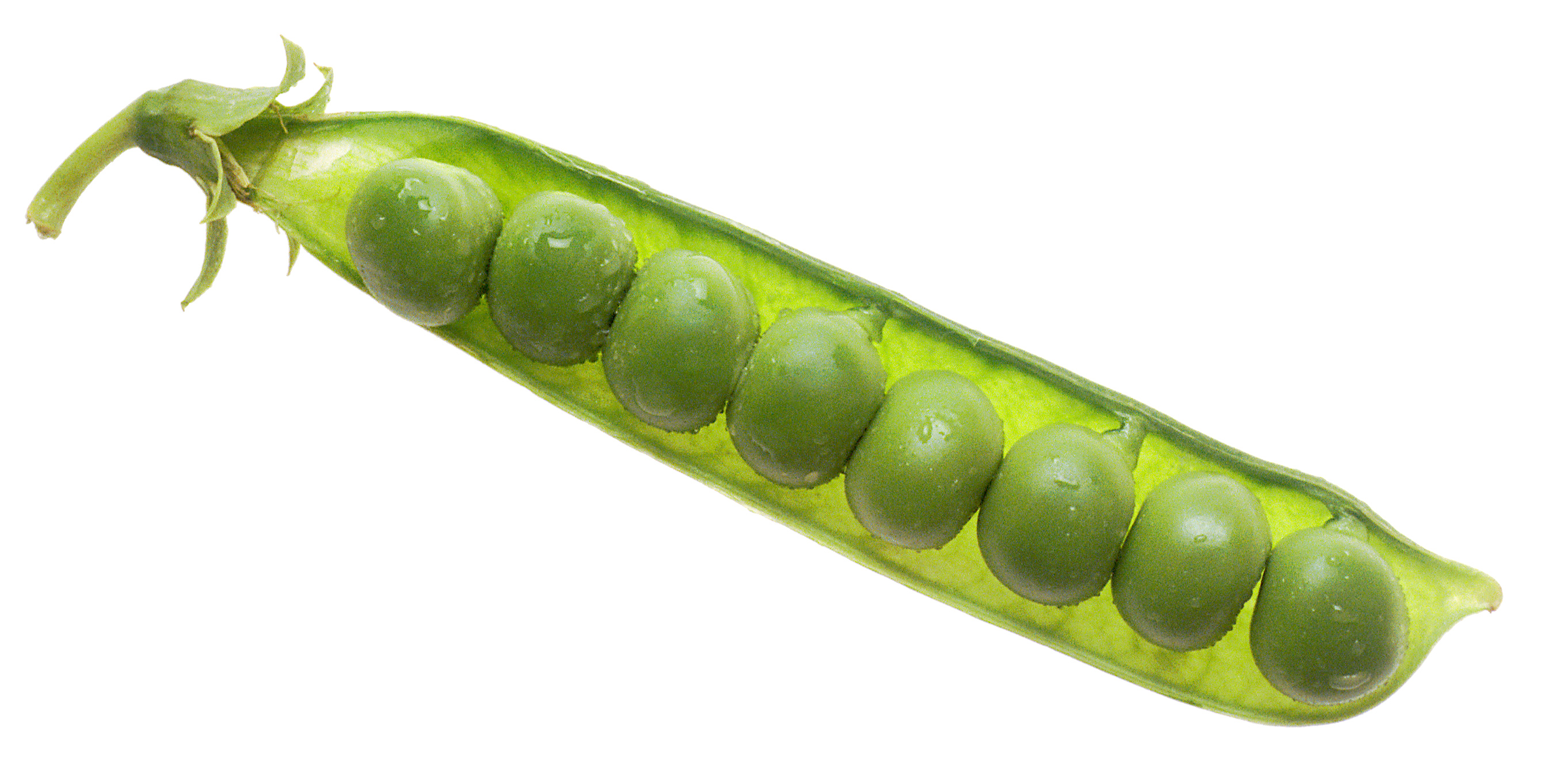
Vagem de ervilha.

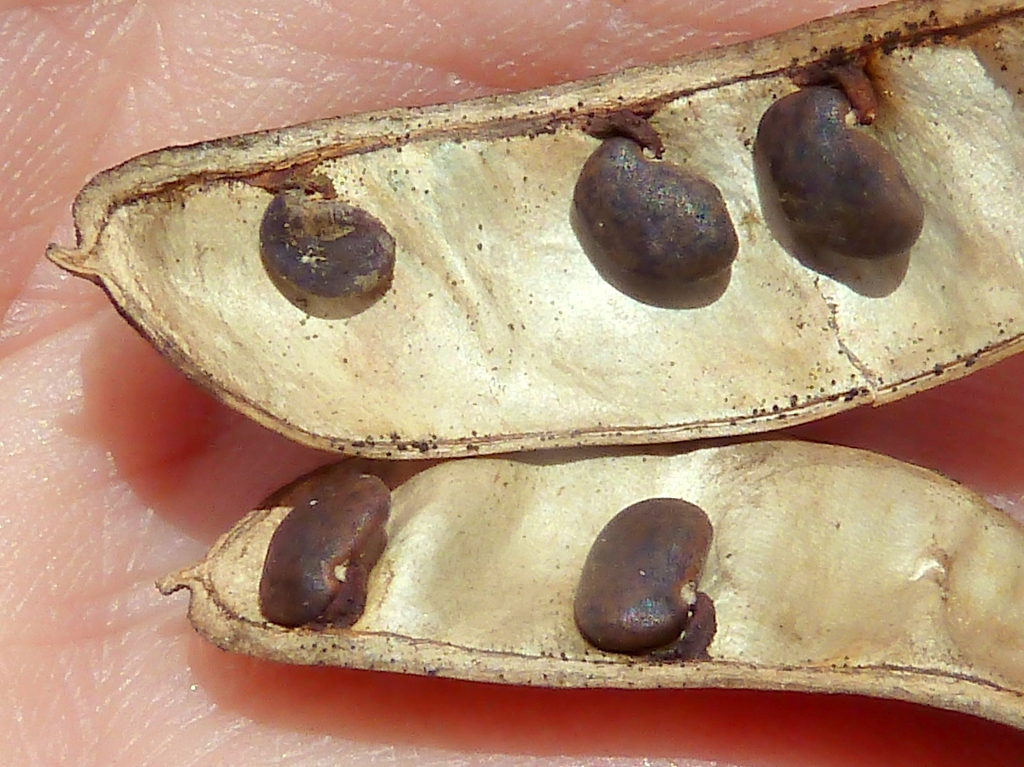
Vagem aberta de Robinia mostrando as sementes.

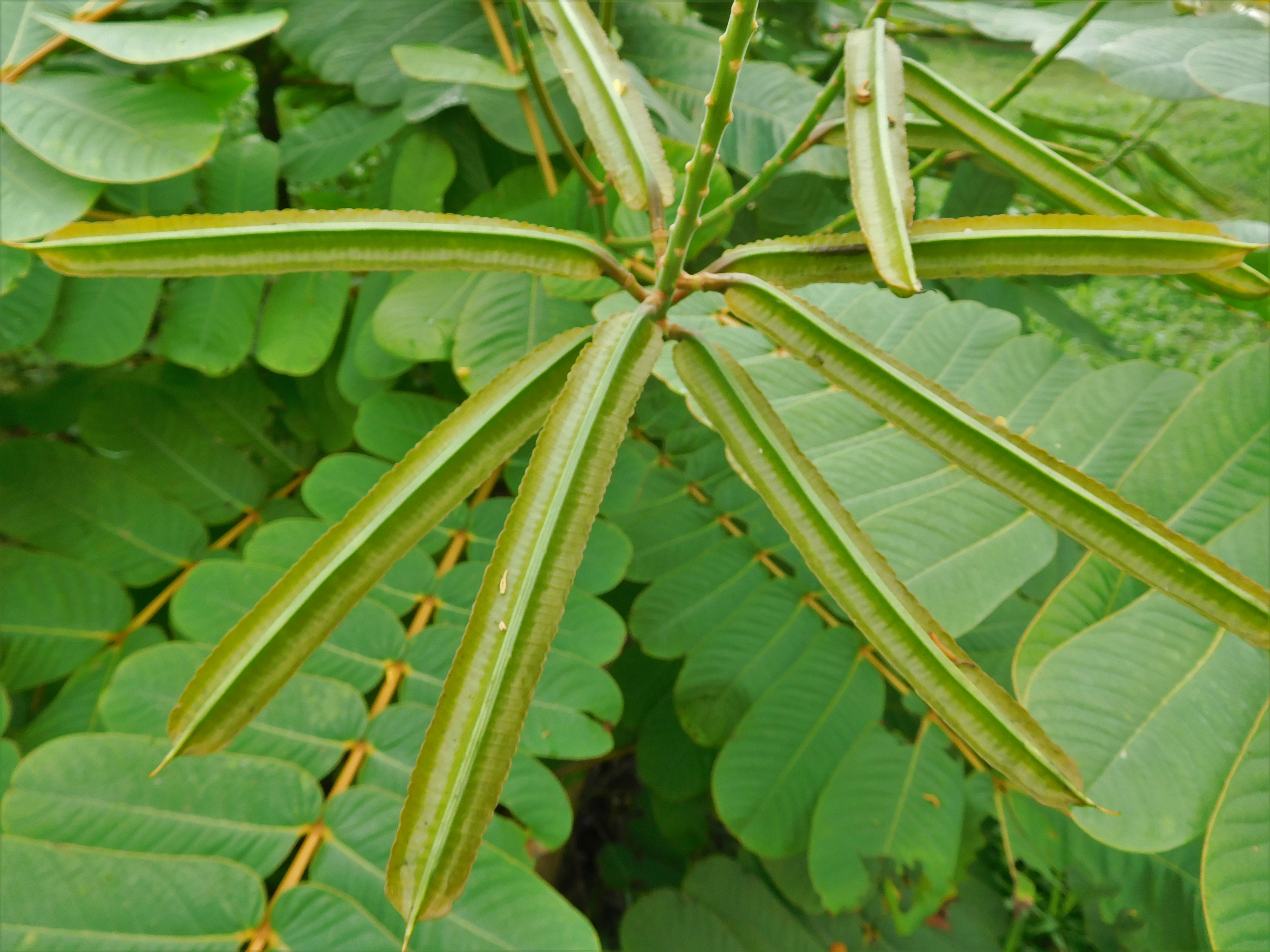
Vagens aladas de Senna alata.

Vagem ou legume é designação dada em botânica, a um tipo de fruto derivado de um único pistilo cuja deiscência se faz por duas fendas longitudinais: a da sutura do carpelo e a da nervura mediana da folha capelar. Os legumes são característicos da maioria das plantas leguminosas.